# Estela Oesterheld
Estela Inés Oesterheld (9 de junio de 1952 - Longchamps, 14 de diciembre de 1977), fue una militante montonera detenida-desaparecida en el suroeste del Gran Buenos Aires, una de las cuatro hijas desaparecidas del dibujante, y también desaparecido, Héctor Germán Oesterheld.

## Biografía
Estela Inés Oesterheld nació el 9 de junio de 1952. Fue la hija mayor del guionista de historietas y escritor Héctor Germán Oesterheld y Elsa Sánchez. Sus hermanas fueron Marina, Diana y Beatriz. Hizo los estudios primarios y secundario en los colegio Northlands y Cardenal Spínola, ambos en la zona norte del gran Buenos Aires.
A comienzos de la década de 1970 ingresó en la Escuela de Bellas Artes Manuel Belgrano, donde conoció a Raúl Oscar Mortola, apodado El Vasco; quien luego sería su esposo. Comenzó a militar en Avellaneda, incorporándose a la agrupación peronista Montoneros. La pareja tuvo un hijo, Martín Miguel, nacido en el año 1974.
El 14 de diciembre de 1977 fue detenida-desaparecida en la localidad de Longchamps, en el suroeste del Gran Buenos Aires. Sobre su muerte no existen precisiones. Se sabe que fue interceptada por miembros de un operativo policial que previamente había asesinado a su marido El Vasco Mortola. Es probable que haya sido asesinada a balazos mientras intentaba huir; aunque también se ha afirmado que se suicidó, cuando se vio rodeada, para evitar darle información al enemigo. Al momento de su muerte se hallaba embarazada de cuatro meses.
En ese mismo operativo también fueron desaparecidos una pareja que vivía con ellos, Mirta Noemí Martínez López y José Martínez. Junto con esta pareja se llevaron al hijo de Estela y El Vasco, que en ese momento tenía tres años y medio, a una comisaría, y luego fueron llevados al Centro Clandestino de Detención El Vesubio. Ellos siguen desaparecidos. Martín fue entregado posteriormente a su abuela Elsa Sánchez, quien se encargó de su crianza desde entonces. Durante el rato que estuvo en El Vesubio le mostraron a Martín a su abuelo Héctor Oesterheld que se hallaba detenido-desaparecido allí.
Su vida, junto con la de sus hermanas, cuñados y padre detenidos desaparecidos es analizada de forma extensiva en el libro Los Oesterheld, a partir de entrevistas a su madre Elsa y conocidos de la década de 1970.